# Luca Gallesi
Luca Gallesi (Milano, 17 aprile 1961) è un anglista, traduttore e insegnante italiano.

## Biografia
Nato e cresciuto a Milano, si è laureato a pieni voti in Lingue presso l'Università Cattolica del Sacro Cuore negli anni Ottanta; successivamente ha ottenuto una seconda laurea in Lettere moderne presso l'Università degli Studi di Milano.
In età giovanile ha viaggiato molto: ha effettuato una spedizione con il filosofo Luigi Lombardi Vallauri in India e Nepal, completando l'Annapurna Circuit; è stato corrispondente di guerra in America centrale; ha compiuto una spedizione in solitaria sulle tracce di Marco Polo da Karachi a Pechino, lungo la Strada del Karakorum.
Gallesi vive e lavora nel capoluogo lombardo come insegnante di inglese presso il Civico polo scolastico Alessandro Manzoni e come giornalista, iscritto all'albo di Milano. Collabora stabilmente alle pagine culturali di quotidiani e periodici nazionali tra i quali Avvenire, Il Giornale, Studi Cattolici, Letture e Antarès. È inoltre responsabile della casa editrice Oaks.
Negli anni Novanta è stato membro dello staff dell'Assessorato all'Educazione del Comune di Milano, dell'Assessorato all'Istruzione della Provincia di Milano e dell'Assessorato alla Cultura della Regione Lombardia. È animatore della Fondazione in ricordo di Marzio Tremaglia, assessore alla Cultura della Regione e figlio di Mirko Tremaglia, prematuramente scomparso nel 2000
.
Nel 2012 e nel 2013 ha curato Byblos, la prima mostra del libro usato del Parco Esposizioni di Novegro. Nello stesso periodo Gallesi è stato attivo in rassegne culturali con l'epistemologo Giulio Giorello; ha collaborato con lo psicoanalista Claudio Risé e col politologo Giorgio Galli.
Nel 2022 ha conseguito il dottorato di ricerca in Diritto e Scienze umane, titolo conseguito con lode presso l'Università degli Studi dell'Insubria.

## Attività editoriale

### Curatele e traduzioni
Gallesi, in qualità di curatore e traduttore, ha presentato numerose opere Ezra Pound, William Butler Yeats, John Florio, William Blake, Alfred Richard Orage, Louis Charbonneau-Lassay e Alexander del Mar al pubblico italiano. In quanto anglista e esperto della vita e dell'opera di Pound, partecipa alle edizioni periodiche della Pound Conference presso università internazionali; dirige la collana poundiana delle edizioni Ares e, con Gabriele Stocchi, la collana economica Oro e Lavoro della Mimesis edizioni.
Per l'Enciclopedia Treccani ha curato l'aggiornamento didattico della letteratura inglese.
Nel 2008 ha curato uno speciale dedicato a Giano Accame per la rivista culturale Letteratura-Tradizione.
Nel 2019, in occasione del novantunesimo genetliaco di Giorgio Galli, ha tenuto la cura del volume Il mago della politica, scritto dal politologo milanese.

### Opere proprie
È autore di numerosi libri di carattere economico e filosofici, oltra che alcune opere critiche su Ezra Pound. 
Nel 2019 ha scritto, a quattro mani con Giorgio Galli, L'anticapitalismo di destra.

## Opere

### Saggistica
- Esoterismo e folklore in William Butler Yeats - La rosa segreta, Nuovi Orizzonti, Milano, 1990, ISBN 978-8885075238.
- Ezra Pound, numero monografico del quadrimestrale “Futuro Presente”, inverno 1995.
- Ezra Pound, l’ammiraglio degli Uberti e Marina Repubblicana, in “Storia Contemporanea”, anno XXVII, n.2, aprile 1996.
- Ezra Pound educatore. Atti del convegno internazionale, Milano, 17-18-19 gennaio 1997, Terziaria, 1997.
- Gli intellettuali britannici e la guerra civile spagnola, Fondazione Ugo Spirito, Roma, 1999
- L’universo intellettuale di Ezra Pound, numero monografico del mensile “Diorama Letterario”, novembre 2000.
- Il carteggio Pound-Pellizzi, in “Nuova Storia Contemporanea”, anno VI, numero 3, maggio-giugno 2002.
- Ezra Pound and Camillo Pellizzi, in Annali della Fondazione Spirito, XVI-XVII, 2004-2005.
- Le origini del fascismo di Ezra Pound, Edizioni Ares, Milano, 2005, ISBN 978-8881553372.
- Speciale Giano Accame, Rivista Letteratura - Tradizione, n. 42, 2008.
- C'era una volta l'economia. Oro e lavoro nelle favole dal «Mago di Oz» a «Mary Poppins», Bietti, Milano, 2012, ISBN 978-8882482718.
- Il était une fois l'économie, Éditions Pierre-Guillaume de Roux, Parigi, 2015, ISBN 978-2363711229.
- L'anticapitalismo di destra, con Giorgio Galli, Oaks Editrice, Milano, 2019, ISBN 8894807606.

### Traduzioni
- Silvio Gesell, Il valore del denaro, Mimesis edizioni, Milano, 2014, ISBN 978-88-5752-011-7.
- C.H. Douglas, Come le banche soffocano l'economia, Mimesis edizioni, Milano, 2014, ISBN 978-88-5752-010-0.

### Curatele
- Ezra Pound, Jefferson and/or Mussolini, Società Editrice Il Falco, Milano, 1981
- William Butler Yeats,  Blake e l’ immaginazione, Greco e Greco, Milano, 1992
- Ezra Pound 1972/92, Greco e Greco, Milano, 1992
- John Florio, Giardino di Ricreazione, Le Melusine, Milano, 1993
- Louis Charbonneau-Lassay, Il Bestiario di Cristo, Arkeios, Roma 1994
- Ezra Pound, Jefferson e Mussolini, ASEFI editore, Milano 1995
- AA.VV., Ezra Pound Educatore, ASEFI editore, Milano 1997
- Demetres Tryphonopoulos, Ezra Pound e l’Occulto, Edizioni Mediterranee, Roma, 1998
- AA.VV., Ezra Pound e il turismo colto a Milano, edizioni Ares, Milano 2001
- AA.VV., Ezra Pound e l’economia, edizioni Ares, Milano 2002
- Il viaggio di Ezra Pound, catalogo della mostra per il trentennale di Ezra Pound, Biblioteca di via Senato, Milano, 2002
- Ezra Pound. Il carteggio Jefferson-Adams come tempio e monumento, Edizioni Ares, Milano 2008
- Alexander del Mar, Storia dei crimini monetari, Excelsior, Milano, 2009.
- Ezra Pound, Carta da Visita, Bietti, Milano 2012
- A.R. Orage, Il tempo non è denaro, Mimesis, Milano 2014
- Thomas Jefferson, La terra appartiene ai viventi,  Mimesis, Milano, 2015
- Ezra Pound, Jefferson e Mussolini, Bietti, Milano, 2015
- Fabio Mini, La guerra di Quinton, Mimesis, Milano 2017
- Brooks Adams, La legge della civiltà e della decadenza, Mimesis, Milano, 2018
- Montgomery Butchart, Il denaro di domani, Mimesis, Milano, 2019
- Padre C.E. Coughlin, Il Denaro! Domande e risposte, Mimesis, Milano, 2020